# Acanthocreagris callaticola
Acanthocreagris callaticola är en spindeldjursart som först beskrevs av Dumitresco och Traian Orghidan 1964.  Acanthocreagris callaticola ingår i släktet Acanthocreagris och familjen helplåtklokrypare. Inga underarter finns listade i Catalogue of Life.